# Pramipexole
Pramipexole, được bán dưới nhãn hiệu Mirapex và các nhãn khác, là thuốc dùng để điều trị bệnh Parkinson (PD) và hội chứng chân không yên (RLS). Để chữa bệnh Parkinson nó có thể được sử dụng một mình hoặc cùng với levodopa. Nó được uống qua đường miệng.
Các tác dụng phụ thường gặp bao gồm buồn nôn, nhức đầu, cảm thấy mệt mỏi, khó ngủ, khô miệng và ảo giác. Các tác dụng phụ nghiêm trọng có thể bao gồm ham muốn đánh bạc hoặc quan hệ tình dục, suy tim và huyết áp thấp. Sử dụng trong thai kỳ và cho con bú là không an toàn. Nó là một chất chủ vận dopamine thuộc nhóm không phải là ergoline.
Pramipexole được chấp thuận cho sử dụng y tế tại Hoa Kỳ vào năm 1997. Nó có sẵn như là một loại thuốc gốc. Một tháng cung cấp ở Vương quốc Anh tiêu tốn của NHS khoảng 8,40 bảng tính đến năm 2019. Tại Hoa Kỳ, chi phí bán buôn của lượng thuốc này là khoảng 5 USD. Năm 2016, đây là loại thuốc được kê đơn nhiều thứ 204 tại Hoa Kỳ với hơn 2 triệu đơn thuốc.

## Sử dụng trong y tế
Pramipexole được sử dụng trong điều trị bệnh Parkinson (PD) và hội chứng chân không yên (RLS).

## Tác dụng phụ
Tác dụng phụ thường gặp của pramipexole có thể bao gồm:
- Đau đầu
- Phù ngoại biên [8]
- Đau nhức cơ thể
- Buồn nôn
- An thần và buồn ngủ
- Giảm sự thèm ăn và giảm cân sau đó
- Hạ huyết áp thể đứng (dẫn đến chóng mặt, đầu óc quay cuồng, và có thể ngất, đặc biệt là khi đứng lên)
- Mất ngủ
- Ảo giác (nhìn, nghe, ngửi, nếm hoặc cảm thấy những thứ không có ở đó), mất trí nhớ và nhầm lẫn
- Co giật, vặn vẹo hoặc các cử động cơ thể khác thường
- Mệt mỏi hoặc yếu đuối bất thường

Một số tác dụng phụ khác thường của pramipexole (và thuốc chủ vận liên quan như ropinirole) có thể bao gồm đánh bạc không kiểm soát, chứng cuồng dâm, và ăn quá nhiều,, ngay cả ở những bệnh nhân mà không có bất kỳ lịch sử trước đó của những hành vi này. Pramipexole có thể gây ra tình trạng nghịch lý của hội chứng chân không yên trong một số trường hợp. Sử dụng trong thai kỳ và cho con bú là không an toàn.